# Jeroen Vuurboom
Jeroen Vuurboom is een Nederlandse schaker die in 1995 ICCF kampioen van Nederland in het correspondentieschaak was. Hij is lid van de Nederlandse Bond van Correspondentieschakers, de NBC. Jeroen geeft de jeugd schaaklessen onder andere aan de school "t Winterkoninkje" en hij heeft ook een website.